# Gluckhennentaler

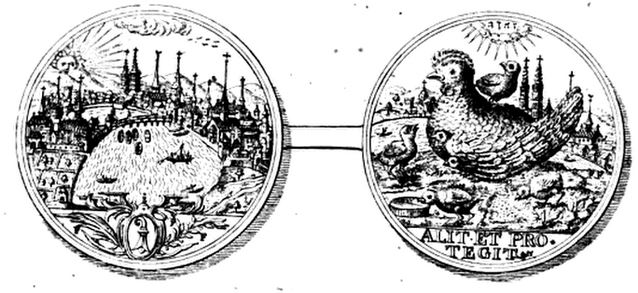
Gluckhennentaler der Stadt Basel, um 1645 geprägt, mit Signum F. – F. des Stempelschneiders und Medailleurs Friedrich Fecher; Kupferstich aus Köhlers Historischer Münzbelustigung, XIX, S. 209 (Durchmesser 43 mm)

Der Gluckhennentaler ist ein meist als Schautaler der Stadt Basel bezeichnetes Gepräge ohne Jahreszahl. Die Vorderseite zeigt die Stadtansicht von Basel, die Rückseite eine Glucke mit Küken. Im Abschnitt befindet sich der Spruch «Alit et protegit» (lat. = sie ernährt und beschirmt). Der um 1645 geprägte Gluckhennentaler sollte die Fürsorge des Basler Rates um die Bürger der Stadt versinnbildlichen.
In den meisten Nachschlagewerken ist jedoch als Anlass für die Prägung der 1690 ausgebrochene Streit zwischen Rat und Bürgern Basels angegeben. Demnach hat die Stadt 1691 als Ausdruck der Versöhnung den Gluckhennentaler prägen lassen. Die Signatur F. F. auf den ersten Stücken ist jedoch ein Nachweis dafür, dass er bereits um 1645 geprägt wurde.

## Münzgeschichte
Die ersten Gluckhennentaler wurden um 1645 mit den Stempeln des Medailleurs und Münzstempelschneiders Friedrich Fecher (* um 1588, † um 1660) geprägt, der von 1640 bis 1653 in Basel tätig war. Die Glucke mit ihren Küken auf der Rückseite sollte ein Sinnbild der Fürsorge der Stadt Basel um ihre Bürger darstellen. Eine andere Theorie besagt, dass der Gluckhennentaler auf die Mutterliebe geprägt wurde.
Da dem Historiker und Numismatiker Johann David Köhler (* 1684, † 1755) die Signatur F. F. auf dem undatierten Gluckhennentaler unbekannt war, datierte er ihn auf das Jahr 1691, das Ende des Streits zwischen Rat und Bürgern der Stadt Basel.

„Es steht zwar keine Jahreszahl auf dem Thaler, ich komme aber doch auf die Gedanken, es habe gedachte hefftige Zwistigkeit zwischen dem Magistrat und einigen Bürgern, Anlaß zur Prägung desselben gegeben […].“

Im Jahr 1690 beschwerten sich Mitglieder des Grossen Rates über ihr geschmälertes Ansehen und die Unordnung in der Verwaltung. Das führte zur grossen inneren Zerrüttung zwischen Rat und Bürgern. Als Ausdruck der Versöhnung liess, wie Köhler annahm, die Stadt Basel 1691 den Gluckhennentaler prägen.

„Durch diese Münze erklärte man die Bürger wiederum für liebe Kinder und versicherte sie einer zärtlichen Fürsorge. Besonders hat das Hühnchen, welches auf die Henne gestiegen ist, Beziehung auf die Malkontenten (die Unzufriedenen).“

Dieser von Köhler genannte Prägeanlass wurde von den Autoren des 18. bis 20. Jahrhunderts übernommen und wird zum Teil noch aktuell angegeben. Hier zeigt es sich, dass die Signatur auf einer undatierten Münze oder Medaille für die Bestimmung der Prägezeit von Bedeutung sein kann. Obwohl die Ausführung des Schautalers und die Ereignisse in Basel in den Jahren 1690/1691 im Zusammenhang erscheinen, ist die Übereinstimmung Zufall. Die Stücke wurden jedoch auch nach der Revolte in Basel ohne Jahreszahl und meist unsigniert in Varianten weiterhin geprägt. Der Zeitunterschied zwischen der ersten Prägung um 1645 bis zu den 46 Jahre später wirklich eintretenden Ereignissen ist nur bei den signierten ersten Stücken nachweisbar.
In der nachfolgenden Anmerkung sind deshalb auch die von Köhler genannten Ereignisse in Basel bezüglich des von ihm vermuteten Prägeanlasses zusammengefasst genannt.

### Anmerkung
Nach Johann David Köhlers historischer Münzbelustigung (1747) ist die Verfassung des Stadtregiments von Basel eine

„etwas mit der Aristocratie vermischte Democratie und wird von 280 Ehren-Gliedern, die in dem kleinen und grossen Rath abgetheilet sind, verwaltet.“

In seiner historischen Erklärung sind Ursache, Verlauf und Ende der neun Monate andauernden Streitigkeiten zwischen Rat und Bürgern in Basel bis ins Detail erläutert. Das ist die Revolte, die er als Prägeanlass vermutete und die in Nachschlagewerken der Numismatik noch aktuell als Prägeanlass benannt ist.
Die Revolte im Jahr 1690 konnte der Magistrat erst nach blutiger Niederschlagung beenden.
«Zur Steurung alles ferneren Unfugs», so Köhler, «wurde auf Obrigkeitl. Befehl […] viele von den ärgsten Tumultuanten […] in die Gefängnüsse geworfen, D. Fazio auf den Esels-Thurm geführet, gütlich und peinlich befraget […].» Er wurde «als Aufwiegler, Friedensstöhrer und Rädelsführer nebst seinen Schwager und Johann Müller, als seinen […] Mithelfern, den 28. Sept. auf den Kornmarckt enthauptet und dessen Kopf zum Abscheu auf das Rhein-Thor gestecket.» Die übrigen Verhafteten wurden, so Köhler, «theils des Landes verwiesen, theils mit Zuchthauß, theils mit Geld- und anderen Strafen belegt […]». Der Jurist D. Petri, der nicht gefasst werden konnte, wurde als Hauptinitiator der Unruhe «mit der Achts Erklärung verfahren […] Vogelfrey gemacht und 400 Reichs-Thaler auf seinen Kopff gesetzet.»

### Nachbildungen des Gluckhennentalers
Das grosse Interesse an dem meist als Medaille ausgeführten Gluckhennentaler beruht wahrscheinlich nicht zuletzt auf die von Köhler genannten historischen Ereignisse in Basel, ein düsteres Stück Justizgeschichte, dessen Ende er als Prägeanlass vermutete. Das mag wohl auch ein Grund dafür sein, dass Nachbildungen bis ins 20. Jahrhundert hergestellt wurden.

## Beschreibung des Schautalers
Der sogenannte Schautaler wurde von Johann David Köhler unter der Bezeichnung «Der schöne Gluck-Hennen-Thaler der freyen Eydgenoßischen Stadt Basel» als Kupferstich veröffentlicht. (Siehe dazu auch das bildgleiche Foto des dort als Medaille bezeichneten Originals.)
Der hier abgebildete silberne Gluckhennentaler wiegt etwa 23,4 Gramm, hat einen Durchmesser von 43 Millimeter und wurde um 1645 in Basel geprägt.

### Vorderseite
Auf der Vorderseite sind unter der aufgehenden Sonne und einigen Wolken die beiden Seiten der durch den Rhein geteilten Stadt Basel zu sehen. Die Stadtseiten Grossbasel und Kleinbasel sind im Prägebild mit einer, lt. Köhler, 250 Schritt langen Brücke verbunden. Im Abschnitt befindet sich zwischen Palmen- und Lorbeerzweig das Stadtwappen von Basel mit dem Baselstab. Die geteilte Signatur F. – F. Friedrich Fechers befindet sich zu beiden Seiten des Wappens.

### Rückseite
Am Ufer des Rheins und im Prospekt der Stadt Basel sitzt eine «Gluckhenne» mit sieben Küken. Drei davon sind im Federkleid sichtbar. Darüber befindet sich der strahlende Name Gottes, darunter im Abschnitt der Spruch ALIT ET PRO/TEGIT (lat. = sie ernährt und beschirmt).

### Varianten
Der Gluckhennentaler ist auch als «Viertel-Gluckhennentaler» bekannt. Das lässt die Schlussfolgerung zu, dass zumindest einige Gepräge Münzen, wahrscheinlich Guldentaler sind. Meist sind die Stücke als Medaille erfasst. In einigen Varianten wird das Basler Wappen durch zwei Basilisken gehalten. Andere sogenannte Gluckhennentaler wurden in Gold zum Beispiel zu 8- und 10 Dukaten, also umlauffähig ausgeprägt.